# الدینا دیر پارک
الدینا دیر پارک (به انگلیسی: Adina Deer Park) در هند است که در بنگال غربی واقع شده‌است.